# Beika
Beika é um tipo de biscoito cracker japonês feito a partir de arroz. Ele é um tipo de higashi (wagashi seco), e caracteriza diversos tipos de aperitivos feitos com base em arroz, como arare, sembei e okaki (salgadinho de arroz torrado).

## Tipos
Os mais comuns são:
- Senbei: um biscoito achatado, feito com arroz comum ou glutinoso, que pode ser doce ou salgado.
- Okaki: aperitivo salgado feito com arroz glutinoso, que pode ser frito ou assado. [1]
- Arare: feito a partir de arroz glutinoso e temperado com molho de soja, muito consumido durante o festival de Hinamatsuri.
- Kaki no tane (kaki-pi): feito com amendoins sem casca e fragmentos de senbei. O nome vem da semelhança do alimento com as sementes de caqui (柿, kaki).

## Variações
O nambu sembei é uma versão de senbei, popular na prefeitura de Iwate e na de Aomori, feita com farinha de trigo ou trigo sarraceno no lugar da farinha de arroz. Também podem ser adicionados outros ingredientes, como grãos e oleaginosas (gergelim, amendoim e castanhas) e aromatizantes (como molho de soja, batata-doce e cebola).  O nome do alimento vem do clã Nanbu, que controlava a região de Tohoku, aonde ficam Iwate e Aomori, até a restauração Meiji. 